# Maria Edera Spadoni
Maria Edera Spadoni (Montecchio Emilia, 28 luglio 1979) è una politica italiana, vicepresidente della Camera dei deputati dal 29 marzo 2018 al 12 ottobre 2022.

## Biografia
Di origini sarde e toscane da parte di madre ed emiliane da parte di padre, nasce a Montecchio Emilia in provincia di Reggio Emilia. Frequenta il liceo scientifico Aldo Moro. Nel 1997, aderisce al progetto di EF Education First e conclude il quarto anno di liceo negli Stati Uniti, diplomandosi alla Penncrest High School di Media, Pennsylvania.
Nel 1998, si iscrive all'Università di Bologna, facoltà di lingue e letterature straniere moderne, indirizzo storico-culturale. Nel 2003, vince una borsa di studio Erasmus e frequenta il quarto anno accademico alla Technische Universität Dresden di Dresda. Si laurea nel 2004, discutendo una tesi dal titolo "Da Il Vicario di Rolf Hochhuth a Amen di Costantinos Gavras - un dibattito a più voci tra Chiesa e nazismo".
Dal 2004 al 2006 lavora nell'ufficio marketing e comunicazione di una nota ditta emiliana specializzata in meccatronica. Nel 2006 si trasferisce a Madrid, dove frequenta un master in fotografia digitale all' EFTI  e contemporaneamente lavora come assistente vendite presso una multinazionale spagnola di abbigliamento e accessori. Nel 2007 ritorna in Italia e inizia a lavorare come assistente di volo.
Nel 2021 consegue un Master di Primo Livello in International Cooperation, Finance and Development presso l'Università Unitelma Sapienza di Roma. 
Conclusa l'esperienza politica a ottobre 2022, nel 2023 inizia l'attività di consulente presso UNITAR, Centro di Formazione delle Nazioni Unite. Offre supporto formativo al Programma di Diplomazia Multilaterale (MDPU) per quanto riguarda le competenze in leadership, negoziazione, public speaking, riconoscimento dei pregiudizi, risoluzione dei conflitti, intelligenza emotiva, comunicazione efficace, lavoro di squadra, adattabilità e risoluzione dei problemi. 
Contestualmente, da fine 2023 fornisce consulenza strategica in comunicazione e relazioni istituzionali, fornendo expertise nel campo della mappatura dei decisori politici e suggerendo opportunità per stabilire connessioni strategiche con le istituzioni.
Sposata, parla Inglese, Spagnolo e Tedesco. 

## Militanza Politica

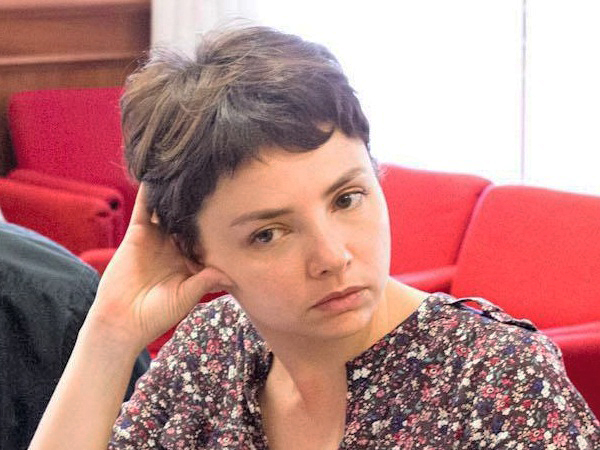
Maria Edera Spadoni nel 2014

Politicamente attiva con gli Amici di Beppe Grillo di Reggio Emilia dal 2007, nello stesso anno ha partecipato al V-Day per il progetto "Parlamento Pulito". Due anni più tardi, nel 2009, si è candidata per la lista civica "Reggio Emilia 5 Stelle" alle elezioni comunali di Reggio Emilia, senza riuscire ad entrare nel consiglio comunale.
Alle elezioni politiche del 2013 viene eletta deputata della XVII legislatura della Repubblica Italiana nella circoscrizione Emilia-Romagna per il Movimento 5 Stelle. Nella XVII legislatura è stata membro della 3ª Commissione permanente Affari esteri e comunitari della Camera, del Consiglio D'Europa all'interno della Commissione Uguaglianza e non Discriminazione e presidente del Comitato permanente sull'attuazione dell'agenda 2030 e gli obiettivi di sviluppo sostenibile, presso la Commissione Affari esteri.
Il 6 settembre 2013, insieme ad altri 11 parlamentari del M5S, sale sul tetto di Montecitorio per protestare contro la proposta di delega all'articolo 138 della costituzione italiana per permettere l'insediamento del cosiddetto "comitato dei saggi". La proposta di delega verrà successivamente bocciata.
Il 25 maggio 2014, in occasione delle elezioni amministrative a Reggio Emilia, presenta un esposto denunciando presunti brogli elettorali riguardanti 31 schede elettorali; la denuncia porterà al rinvio a giudizio e alla conseguente condanna del presidente di seggio coinvolto Pietro Drammis
Il 3 dicembre 2014 viene nominata, in Consiglio d'Europa, rapporteur sulla mozione Systematic collection of data on violence against women, di cui era la prima firmataria. Il rapporto è stato approvato all'unanimità nella sessione pleanaria dell'Assemblea del mese di marzo 2016.
A settembre 2016 è stata eletta vicepresidente del gruppo parlamentare del proprio partito.
Ad aprile 2017, secondo l'associazione Openpolis, risulta al 119 posto nell'indice di produttività con una percentuale di presenze ai lavori parlamentari dell'80%.

### Vicepresidente della Camera
Alle elezioni politiche del 4 marzo 2018 viene rieletta deputata della XVIII legislatura, circoscrizione Emilia-Romagna.
Il 29 marzo 2018 viene eletta vicepresidente della Camera dei deputati con 213 voti. È membro della XIV Commissione, Politiche dell'Unione Europea. 
A maggio assume la carica di Presidente del CAP, Comitato Affari del Personale della Camera. Nel corso della sua presidenza si conclude una importante riforma contrattuale per i dipendenti della Camera dei Deputati e vengono avviati, per la prima volta dopo 15 anni, concorsi pubblici per l'assunzione di nuovo personale.
Il 12 giugno 2018 propone di modificare l'articolo 5 della legge 31 ottobre 1965 e abrogare la norma che impedisce la sequestrabilità e la pignorabilità dell'indennità mensile e della diaria spettanti ai membri del Parlamento con l'intento di combattere gli sprechi e i privilegi della politica.
Nel 2019 deposita una proposta di legge per ampliare le categorie protette anche alle donne vittime di violenza di genere.
Dal 9 Marzo 2021 è membro della III Commissione Affari Esteri e Comunitari. 
Ad aprile 2021, in seguito alla denuncia per stupro nei confronti del figlio del fondatore del Movimento 5 Stelle Beppe Grillo, prende le distanze dalle dichiarazioni in video del comico, sostenendo che le leggi in vigore a protezione delle donne sono giuste
Sempre nel 2021 deposita una proposta di legge per inserire le donne vittima di violenza di genere nelle categorie protette
L'11 dicembre 2021 diventa membro del Comitato per le Politiche di genere e diritti civili del Movimento 5 Stelle.
In occasione della scissione avviata nel 2022 dall'ex capo politico ed esponente 5 Stelle Luigi Di Maio, decide di rimanere nel Movimento 5 Stelle dichiarando in un post facebook dal titolo La Coerenza non ha Prezzo che "tornare sul territorio a testa alta e riuscire a guardarmi allo specchio vale più di qualsiasi progetto nuovo"

## Posizioni e Idee Politiche

### Diritti Civili
Da sempre sostenitrice dei diritti LGBTQ+ e promotrice di molteplici iniziative per contrastare la violenza sulle donne, ha appoggiato tutte le proposte del Movimento 5 Stelle sul tema. 
Si è dichiarata favorevole al matrimonio tra persone dello stesso sesso e ha sostenuto il diritto all'aborto. In seguito all'approvazione in prima lettura della legge sul suicidio medicalmente assistito, dichiara che "il Parlamento si rimette in sintonia con il sentire degli italiani che da anni chiedono una legge sul fine vita".

## Intimidazioni mafiose
Il 18 ottobre 2014 sporge denuncia alle autorità per aver ricevuto intimidazioni di stampo mafioso, da parte di tre ignoti avvicinatisi a lei a margine di un comizio tenuto a Reggio Emilia. Durante il suo intervento aveva parlato delle infiltrazioni mafiose nel territorio emiliano, ricordando che due settimane prima i parlamentari M5S avevano chiesto le dimissioni di Marcello Coffrini, sindaco di Brescello, dopo le sue dichiarazioni su Francesco Grande Aracri, condannato in via definitiva per associazione a delinquere di stampo mafioso nel 2008.
A settembre 2016 Domenico Lerose, originario di Cutro e residente a Reggio Emilia, viene condannato per violenza privata e intimidazioni.